# BBC Radio 3
BBC Radio 3 è una radio britannica gestita dalla BBC. La sua produzione è focalizzata sulla musica classica e lirica, ma trasmette anche jazz, world music, teatro, cultura e arte in genere. La stazione è il committente mondiale più importante della musica nuova e attraverso il suo programma New Generation Artists promuove giovani musicisti di tutte le nazionalità. La stazione è famosa per le sue trasmissioni dei concerti BBC Proms, trasmissione integrale in diretta, ogni estate oltre alle esibizioni delle Orchestre e dei Cantanti della BBC. Ci sono produzioni regolari di lavori classici e drammi nuovi.
Radio 3 ha vinto il Sony Radio Academy UK Station of the Year Gold Award per il 2009 ed è stata nominata di nuovo nel 2011.

## Storia
Radio 3 è la stazione che è succeduta al Terzo programma della BBC, che ha iniziato a trasmettere il 29 settembre 1946. Il nome Radio 3 è stato adottato il 30 settembre 1967, quando la BBC ha lanciato la sua prima stazione di musica pop, Radio 1 e rinominato i suoi canali radio nazionali come Radio 1, Radio 2 (ex Light Programme), Radio 3 e Radio 4 (precedentemente Home Service).
Radio 3 era l'etichetta complessiva applicata alla raccolta di servizi che fino ad allora erano andati sotto il titolo ombrello della Terza Rete, vale a dire:
- il Terzo Programma vero e proprio (come lanciato nel 1946, un'offerta di sole serate di esigente caratura culturale, sia musicale che parlato)
- il programma di musica (un servizio diurno di musica classica)
- eventi sportivi (soprattutto il sabato pomeriggio) e programmi educativi per adulti nella prima parte della sera nei giorni feriali (noto come Rete Tre).

Tutti questi filoni, tra cui il Terzo Programma, mantennero le loro identità separate all'interno di Radio 3 fino al 4 aprile 1970, quando ci fu un'ulteriore riorganizzazione a seguito dell'introduzione dei cambiamenti strutturali che erano stati delineati l'anno precedente nel documento della BBC Broadcasting in the Seventies.

### Le trasmissioni negli anni Settanta
Il 10 luglio 1969 la BBC ha pubblicato i suoi piani per la radio e la televisione in un documento politico intitolato Broadcasting negli anni Settanta. In seguito descritta nel 2002 da Jenny Abramsky, capo della radio e la musica, come "il documento più controverso mai prodotto dalla radio", il documento delinea target di riferimento di ogni stazione e quali contenuti dovrebbero essere trasmessi su ogni canale. Questo concetto è andato contro i metodi precedenti stabiliti da primo Direttore Generale della BBC John Reith e ha causato polemiche all'epoca, nonostante l'impostazione della struttura radio che è riconoscibile oggi.
Al momento della revisione, Radio 3 ha affrontato diversi problemi. Una prima opzione per ridurre i costi, previsto dalle proposte, era di ridurre il numero di reti da quattro a tre, in modo che Radio 3 non sarebbe stata trasmessa durante il giorno e avrebbe utilizzato le frequenze di entrambi Radio 1 o 2 dato che le due stazioni avrebbero unito il contenuto. Tuttavia "La musica seria trasmessa di giorno sarebbe stata la vittima" di queste proposte e causò qualche polemica. Un ulteriore parere fu espresso, che Radio 3 potrebbe essere chiuso del tutto dato che c'era un serio caso statistico contro la stazione, secondo The Guardian. Tuttavia, il direttore generale, Charles Curran, negò pubblicamente questo come "del tutto in contraddizione con l'obiettivo della BBC, che è quello di fornire un servizio radio globale". Curran aveva in precedenza respinto qualsiasi suggerimento che il piccolo pubblico di Radio 3 fosse una motivazione: "Quello che è decisivo è se c'è un pubblico che valga la pena e io considero che vale la pena un pubblico che otterrà un'enorme soddisfazione da esso."
A risultato di questo documento, alcuni contenuti relativi alla cronaca, inclusi documentari e attualità, furono spostati su BBC Radio 4 e vennero aboliti i collegamenti tra le due radio.
Il documento affermò che Radio 3 avrebbe avuto "un'ampia offerta di musica classica tradizionale" ma con "alcuni elementi serali riguardanti la cultura - poesia e teatro". Ad ogni modo, il poeta Peter Porter pose delle domande per sapere se gli altri contenuti parlati, come la poesia, sarebbe rimasta nella stazione. Questo impaurì il compositore Peter Maxwell Davies e il critico musicale Edward Greenfield che espressero il dubbio se "gli ascoltatori avrebbero perso la miscela di esperienze culturali che espandono gli orizzonti intellettuali". Al riguardo, il direttore di Radio 3, P. H. Newby, rispose assicurando che solamente i contenuti politici e di affari economici sarebbero passati a Radio 4: Radio 3 avrebbe tenuto il teatro, la poesia e le relazioni di scienziati, filosofi e storici.
Il documento delle "Trasmissioni negli anni Settanta"  propose anche un largo taglio del numero e delle dimensioni delle orchestre BBC. Nel settembre del 1969, un gruppo di illustri intitolato "Campagna per delle migliori Trasmissioni" si formò per protestare contro questa scelta, con l'appoggio di Sir Adrian Boult, Sir Jonathan Miller, Henry Moore e George Melly. La Campagna obiettò lo "smantellamento del Terzo Programma con il taglio del suo contenuto parlato da 14 ore la settimana a 6" e la "segregazione dei programmi in classi". Ciò condusse anche ad un dibattito nella Camera dei Comuni inglese.

### I sovrintendenti alle "arti"

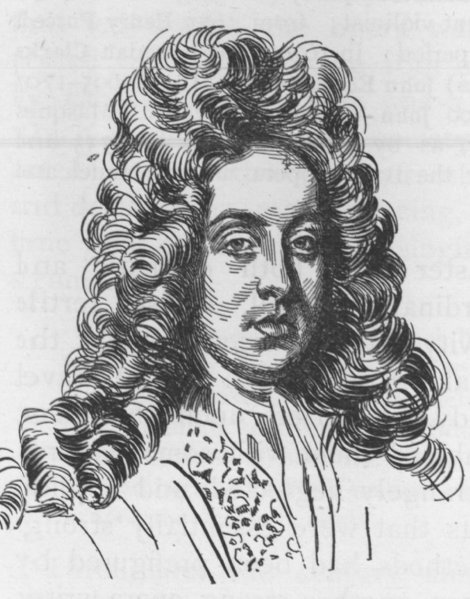
Il tricentenario della morte di Henry Purcell è stato ricordato nel 1995 dalla premiata serie di Radio 3 Fairest Isle

Dal lancio del Terzo Programma di BBC al 1987, i direttori di Radio 3 mostrarono delle preferenze verso i discorsi e la programmazione artistica, invece di porre attenzione alla musica classica. Il primo direttore, Newby, diede dei piccoli contributi alla stazione, incentrandosi sul passaggio dal Terzo Programma a Radio 3 come risultato del documento "Le Trasmissioni negli Anni Settanta".
Il secondo direttore, Stephen Hearst, che assunse il ruolo nel 1972, ebbe diverse opinioni. Siccome Hearst era precedentemente direttore di un canale televisivo, la sua nomina fu vista con scetticismo dal personale che lo vide come un divulgatore. In accordo con Hearst, quando fu intervistato da Humphrey Carpenter per il suo libro, il principale rivale candidato alla carica di direttore Martin Esslin, direttore di Radio Drama, disse in un'intervista che gli ascolti non dovrebbero giocare un ruolo importante nei processi decisionali sulla programmazione. Hearst rispose alla stessa domanda riguardo alla questione commentando che la stazione radiofonica, essendo finanziata con il denaro pubblico, doveva necessariamente considerare anche i suoi ascolti - vi erano delle cifre minime da raggiungere, che però potevano aumentare con un "vivo stile radiofonico".
Heartst tentò di rendere i contenuti del canale accessibili a un più ampio pubblico, ma i suoi tentativi, i quali includono il programma serale per gli ascoltatori di ritorno dal lavoro Homeward Bound-Diretti verso casa e la chiamata a casa domenicale del programma Your Concert Choic - La tua scelta musicale (il primo un'ininterrotta sequenza musicale di brani identificabili solo alla fine del programma;il secondo il recupero del vecchio Home Service-Servizio in Casa), furono criticati. Comunque, in questo tempo, cominciò ada andare in onda il programma Critics'forum-Forum della critica che andava a discutere riguardo ai principali brani del periodo, così come il programma Sounds Interesting-Interesse all'ascolto che includeva una miscela di vari brani.
Nel 1978, Ian McIntyre assunse il controllo di Radio 3, ma si trovò velocemente a gestire delle scomode relazioni fra i dipartimenti. Approssimativamente nello stesso periodo Aubrey Singer divenne direttore amministrativo della Radio e cominciò a istituire nella stazione alcuni programmi populisti rivolti agli ascoltatori in viaggio per trattenerli in radio, vista una possibile competizione con le radio che cominciavano ad utilizzare un "format sequenziale". Un esempio di ciò è la sostituzione di Homeward Bound nel 1980 con un programma più esteso chiamato Mainly for Pleasure-Soprattutto per piacere. Lo stesso anno un comunicato interno raccomandò lo scioglimento di alcune orchestre BBC e della divisione Musica, risultando di bassa morale e con continui scioperi dei musicisti che ritardavano l'inizio dei Proms. Il consiglio di amministrazione rimase anche insoddisfatto della scelta musicale al punto di portare il Direttore Generale Alasdair Milne a dire che lo stile presentativo era "troppo indigesto e vecchio"

### I sovrintendenti alla "musica"

The Beethoven Experience: una pagina manoscritta della Nona Sinfonia di Beethoven.

Nel 1987 le posizioni di Direttore della Musica e Direttore di Radio 3 furono uniti, e con esse le operazioni dei Proms, sotto il primo Direttore Musicale John Drummond. Drummond, come Hearst, credeva che la presentazione dei programmi musicali era troppo rigorosa e formale e perciò incoraggiò gli annunciatori ad essere più naturali e entusiasti. Repliche di drammi classici come John Gielgud e Paul Scofield furono altrettanto incluse, perché, secondo la sua opinione, le nuove opere teatrali drammatiche erano "pessimiste e pretenziose". Introdusse anche nuove celebrazioni di anniversari, come quelle delle famose figure di William Glock, Michael Tippett e Isaiah Berlin. Drummond aggiunse anche lo show Mixing It, il quale si concentrava sui generi musicali in comune con Radio 1, programma spesso visto come un precursore di Late Junction.
Durante il periodo di Drummond, Radio 3 iniziò anche a sperimentare trasmissioni esterne, tra queste un ambizioso Berlin Weekend per celebrare la riunificazione tedesca del 1990 e una lodevole programmazione di weekend, trasmesso da Londra e Minneapolis-St Paul, che creava la storia della trasmissione, poiché la prima volta era stato trasmesso un intero fine settimana "dal vivo da un altro continente".(pag. 331) Tuttavia Drummond si lamentò che nel primo "nessun responsabile senior della BBC ne avesse ascoltato almeno una parte",(pag. 331) riflettendo la sua sensazione generale che la direzione senior della BBC prestasse poca attenzione affermando: "Non ricordo di aver mai avuto una conversazione seria con qualcuno sopra di me nella BBC in Radio 3... Preferirei di gran lunga avere la sensazione che pensassero che è importante quello che ha fatto Radio 3".(pag. 328–329)
Il successore di Drummond fu Nicholas Kenyon, precedentemente critico musicale principale di The Observer, che subentrò nel febbraio 1992 e si trovò immediatamente di fronte alla incombente data di lancio per il concorrente commerciale Classic FM che era, e rimane, il più grande rivale di Radio 3. Kenyon, come Aubrey Singer un decennio prima, credeva che Radio 3 dovesse apportare modifiche alla sua presentazione prima che la nuova stazione iniziasse a trasmettere piuttosto che reagire in seguito.(pag. 304, 339) Di conseguenza, tre produttori senior furono inviati a studiare stazioni di musica classica negli Stati Uniti(pag. 339) e la stazione assunse gli agenti pubblicitari Saatchi & Saatchi per aiutare a migliorare la percezione del pubblico. Il mandato di Kenyon fu oggetto di molte polemiche: nei tentativi di aggiornare la presentazione della stazione, furono annunciati famosi presentatori Malcolm Ruthven, Peter Barker e Tony Scotland; il genere drammatico fu tagliato di un quarto con conseguente lettera di protesta a The Times firmata da Harold Pinter, Tom Stoppard e Fay Weldon, tra gli altri;(pag. 342) furono lanciati due nuovi programmi intitolati On Air e In Tune(pag. 341) e fu lanciato anche un nuovo programma di tre ore di classici popolari la domenica mattina con la partecipazione di Brian Kay.(pag. 342)
Kenyon difese questi cambiamenti affermando che non era una "terribile caduta nel populismo", ma potevano, anzi, essere "punti di accesso" per nuovi ascoltatori.(pag. 341). Ad ogni modo, c'era ancora un "ampio scetticismo"(pag. 357) quando venne annunciato durante l'estate un nuovo programma mattutino che avrebbe occupato l'orario delle 09:00, al posto dell'insigne Composer of the Week (compositore della settimana). Il presentatore previsto fu Paul Gambaccini, che precedentemente aveva lavorato per Classic FM. Le critiche continuarono al punto che, quando il programma cominciò ad andare in onda alcune settimane dopo, Gambaccini annunciò che nella primavera futura si sarebbe rifiutato di rinnovare il contratto con la Radio.(pag. 357)
Sotto la guida di Kenyon, la Radio riuscì comunque ad ottenere una serie di importanti successi. Fairest Isle (La più bella isola) fu un progetto ambizioso che acquisì importanza dal 1995 e che segnò il trecentesimo anniversario dalla morte di Henry Purcell con una celebrazione lunga un anno caratterizzata da musica inglese, mentre Sounding the Century, il quale andò in onda per due anni dal 1997, riproponeva il genere classico del ventesimo secolo. Entrambi ottennero alcuni premi importanti. Inoltre, Kenyon introdusse un buon numero di programmi specifici che vennero positivamente accolti dalla critica, quale il programma per bambini The Music Machine (La macchina della musica), ma anche Spirit of the Age (Spirito del Tempo), Impressions (Impressioni), caratterizzato dalla musica jazz, Voices (Voci), con una selezioni unicamente vocale, e Night Waves (Onde notturne).
BBC Radio 3 iniziò a trasmettere programmi notturni nel 1996 con l'introduzione di Through the Night (Durante la notte), che consisteva in alcune registrazioni da membri dell'Unione Europea di radiodiffusione. BBC le trasmetteva inoltre anche ad alcune delle altre stazioni europee con il titolo Euroclassic Notturno. La nuova programmazione giornaliera richiese una particolare attenzione, infatti, se i programmi live della serata superavano il tempo previsto, i programmi previsti successivamente dovevano essere cancellati per far spazio a Through the Night.
Nel 1998, Roger Wright ottenne il ruolo di controllo della stazione radiofonica e poco dopo il suo inserimento vennero applicate alcune modifiche per permettere una più ampia selezione musicale: il programma notturno Late Junction si aprì ad una grande varietà di generi; i programmi Jazz e sulla musica internazionale innalzarono il loro livello con presentatori quali Brian Kay, che si occupava di musica leggera, e Andy Kershaw, da BBC Radio 1. Wright credeva così di indirizzarsi a "coloro che sceglievano Radio 3 solamente per un ascolto attento" e non era certo sua intenzione "abbassare il livello, ma anzi renderlo più accessibile"
Nel 2004 vennero ampiamente riconosciuti i successi ottenuti dal miglioramento della programmazione e dei servizi. Per questo motivo nel rinnovo dell'atto costitutivo del 2003/2004 e nel bilancio annuale, si scriveva riguardo a Radio 3:"ha raggiunto il recordo di ascolti nella prima parte del 2004". Anche il governo riconobbe questo evento: il segretario di Stato affermò nel Green Paper che "l'impegno verso i nuovi talenti ha reso BBC Radio 3 la più grande promotrice di musica nuova nel mondo", parlandone come modello per ogni stazione di BBC.
Nel 2008 comunque, la stazione radiofonica subì forti pressioni verso l'aumento degli ascolti e cominciò a pubblicare programmi sempre più accessibili, che gli ascoltatori più leali non apprezzarono.La presentazione veniva descritta quale "orribile nel tono e nel livello" e le uscite per gli ascolti internazionali furono considerate come "street-smart fusions" (insieme di basso livello) e "pop globale". Allo stesso tempo RAJAR cominciò a registrare figure di sempre minore importanza e cambiarono le decisioni sulla politica da seguire riguardo ai programmi per bambini Making Tracks (Costruendo brani) e Mixing It (Mescolando), il programma di teatro e film Stage and Screen (Palco e schermo) e il Brian Kay's Programme (Programma di Brian Kay), che furono annullati. Inoltre venne ridotto il numero di concerti e cambiò il format di diversi altri programmi. In risposta a questi cambiamenti, gli ascolti continuarono a diminuire.
Queste mosse furono difese da Kenyon che sosteneva che i cambiamenti non erano "una spaventosa discesa nel populismo", ma dovevano invece creare "punti di accesso" per i nuovi ascoltatori.(pag. 341) Tuttavia c'era ancora "diffusa incredulità"(pag. 357) quando fu annunciato in estate che un nuovo programma mattutino avrebbe preso lo spot delle 09:00 dal riverito Composer of the Week e sarebbe stato presentato da una firma di Classic FM - il disc jockey Paul Gambaccini. Le critiche, specialmente una volta che il programma andò in onda poche settimane dopo, furono così implacabili che Gambaccini annunciò la primavera successiva che non avrebbe rinnovato il suo contratto con Radio 3.(pag. 357)
Tuttavia il controllo di Kenyon fu caratterizzato da numerosi successi di programmazione di grande distinzione. Fairest Isle fu un ambizioso progetto dal 1995 che segnò il 300º anniversario della morte di Henry Purcell con una celebrazione annuale della musica britannica e il programma Sounding the Century, che durò due anni dal 1997, presentò una retrospettiva del XX secolo nella musica. Entrambi hanno vinto premi. Ha anche introdotto una serie di programmi specialistici ben accolti, tra cui il programma per bambini The Music Machine, il programma di musica antica Spirit of the Age, la mostra di spettacoli jazz Impressions, il programma di musica vocale Voices e il programma artistico Night Waves.
BBC Radio 3 iniziò le trasmissioni notturne nel 1996 con l'introduzione di Through the Night, costituito da registrazioni radiofoniche dei membri della European Broadcasting Union e distribuite ad alcune di queste altre stazioni con il titolo Euroclassic Notturno. L'introduzione della trasmissione 24 ore su 24 portò all'introduzione di un punto di programmazione fisso alle 22.00 in modo che, se il programma in diretta avesse superato l'orario, la programmazione successiva avrebbe potuto essere annullata per consentire a Through the Night di iniziare prontamente.
Nel 1998 Roger Wright assunse il controllo della stazione. Poco dopo la sua nomina furono apportate alcune modifiche per mostrare una più ampia varietà di musica; un nuovo, rilassato programma musicale a tarda notte, Late Junction presentava un'ampia varietà di generi; i programmi incentrati sul jazz e sulla world music ricevettero un profilo più elevato così come i programmi presentati da Brian Kay, incentrati sulla musica leggera e Andy Kershaw, il cui show era stato precedentemente abbandonato da Radio 1. In questi cambiamenti Wright credeva che, nel caso del precedente, stava affrontando "questo sentimento che la gente aveva di non voler mettere in onda Radio 3 a meno che non stessero ascoltando attentamente" e in quest'ultimo caso "non stava abbassando il livello ma ridimensionando" i programmi.
Dal 2004 la programmazione e i servizi di Radio 3 vennero grandemente riconosciuti dalla società, come visto nella domanda di rinnovo della Carta 2003/4 e nel rapporto annuale per l'anno in cui si afferma che Radio 3 aveva "raggiunto un record [pubblico] nel primo trimestre del 2004 "; e anche dal governo: la prefazione del Segretario di Stato al Libro verde del governo nel 2005 ha fatto una menzione speciale al "tipo di impegno nei confronti di nuovi talenti che ha reso Radio 3 il più grande commissario di nuova musica al mondo" come modello per ciò che dovrebbe essere la BBC.
Entro il 2008, tuttavia, la stazione ha subito pressioni per aumentare il proprio pubblico rendendo i programmi più accessibili mentre gli ascoltatori più assidui hanno iniziato a lamentarsi del tenore di questi nuovi cambiamenti. La presentazione è stata descritta come "orribile nel tono e nel livello" e la musica trasmessa in generale è stato derisa come "fusion da strada" e "pop globale". Allo stesso tempo, RAJAR ha iniziato a registrare cifre di ascolto più basse e le decisioni sulla politica sono state cambiate, con il risultato dell'abbandono del programma per bambini Making Tracks, il programma musicale sperimentale Mixing It, il programma teatrale e cinematografico Stage and Screen ed il programma Brian Kay’s Light Programme, una riduzione del numero di concerti e modifiche al format di numerosi altri programmi. Nonostante i cambiamenti, i numeri degli ascolti hanno continuato a diminuire.
Gli anni 2000, dalla metà fin verso la fine, offrirono comunque nuovi progetti iniziati sulla stazione: The Beethoven Experience del giugno 2005 vide la trasmissione delle sue opere trasmessa ininterrottamente per sei giorni. Un progetto simile si è verificato sei mesi dopo, quando A Bach Christmas è stato condotto per dieci giorni in vista del Natale e nel febbraio 2007, quando una settimana è stata ceduta alla stessa maniera alle opere di Ciajkovskij, Stravinskij e Schubert nel marzo 2012. Come parte del progetto Beethoven Experience originale, la BBC testò i suoi primi download musicali su Internet offrendo download musicali gratuiti di tutte e nove le sinfonie suonate dalla BBC Philharmonic Orchestra sotto la direzione di Gianandrea Noseda. Lo scopo dichiarato era "valutare l'appetito del pubblico per gli scaricamenti della musica e dei loro contenuti preferiti e fornire informazioni valide per lo sviluppo della strategia della BBC per i download di audio e contenuti on demand". L'esperimento ebbe un enorme successo, attirando 1,4 milioni di download ma fu accolto con rabbia dalle principali etichette discografiche classiche che lo consideravano concorrenza sleale: "svalutando il valore percepito della musica". Di conseguenza, non furono offerti ulteriori download gratuiti, anche nell'ambito del servizio BBC iPlayer e il BBC Trust escluse qualsiasi podcast di musica classica con estratti più lunghi di un minuto.
Nel 2007 Radio 3 iniziò anche a sperimentare una trasmissione visuale oltre alle trasmissioni audio. Nell'ottobre 2007 Radio 3 collaborò con l'English National Opera nel presentare un flusso video live di un'esecuzione di Carmen, "la prima volta che un teatro d'opera inglese offriva una produzione completa online" e nel settembre 2008 Radio 3 lanciò una serie filmata di concerti disponibili per la visione dal vivo e su richiesta per sette giorni "in visione ad alta definizione". Questa strategia fu adottata anche per alcuni concerti della BBC Proms.

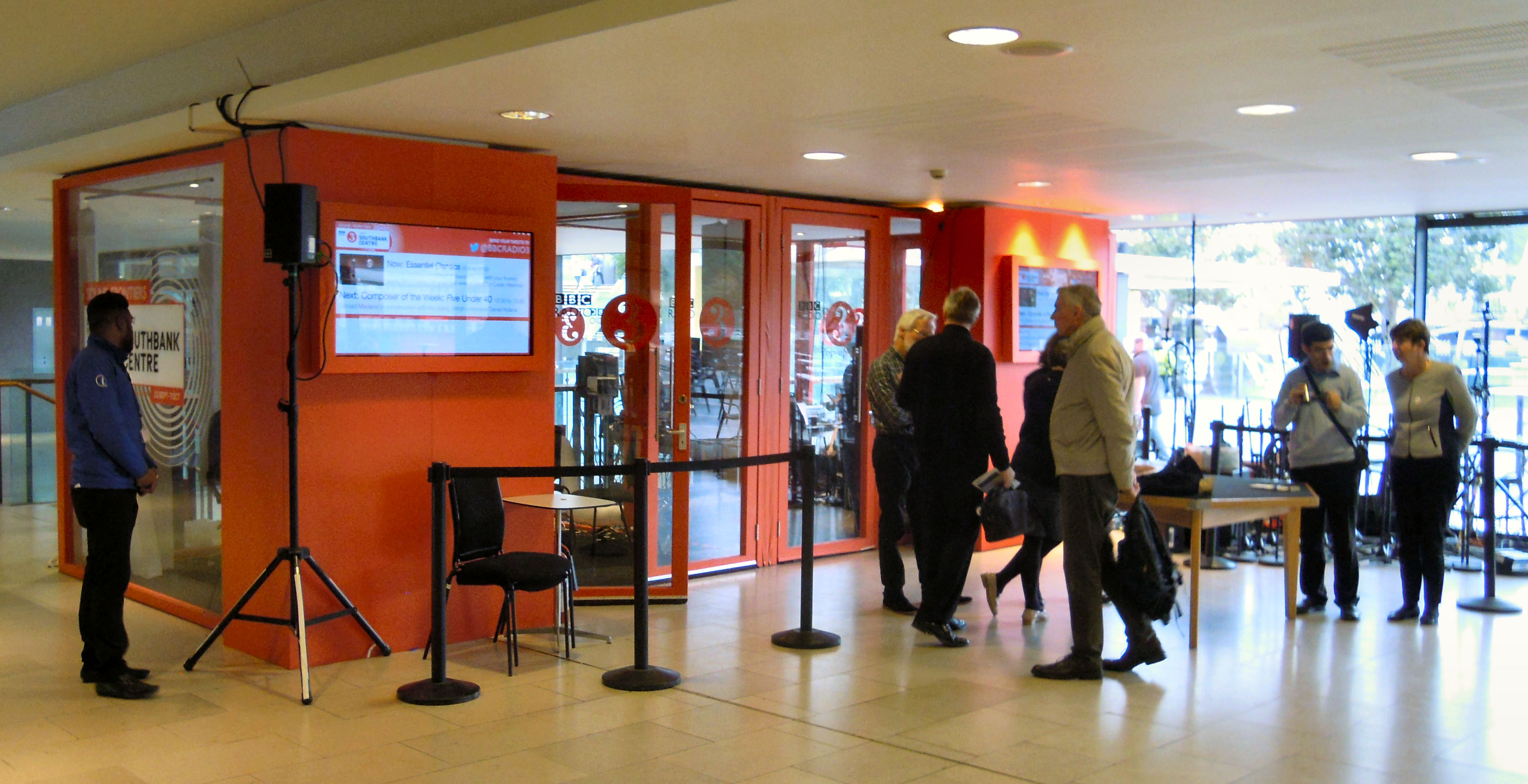
BBC Radio 3 trasmette in diretta dal Southbank Centre nel 2016

Negli ultimi anni 2000 le prospettive di Radio 3 stavano migliorando. L'anno 2008/2009 ha visto l'introduzione di più concerti e altre innovazioni hanno introdotto il più grande evento di Radio 3 a un pubblico più vasto. L'introduzione di concerti per famiglie ai BBC Proms, trasmessi in diretta su Radio 3, ha aiutato la stazione a presentarsi a un pubblico più giovane. Innovazioni di questo tipo sono iniziate nel 2008 con l'introduzione di un concerto che celebrava la musica del programma televisivo Doctor Who composto da Murray Gold e in seguito è stato seguito da un altro Doctor Who Prom nel 2010 e da un ballo di famiglia gratuito nel 2009, un Horrible Histories Prom gratuito nel 2011 e un Wallace e Gromit Prom nella stagione 2012. I Prom sono stati fatti sotto la supervisione di Wright, che è diventato direttore dei Proms oltre agli altri suoi incarichi in Radio 3 nell'ottobre 2007 e molti sono stati anche trasmessi in televisione per essere trasmessi in un secondo momento. Il mix in questi proms di musica classica in collegamento con il programma e la musica di natura classica del programma sperava di iniziare un pubblico giovane ai generi trasmessi da Radio 3.
Dal 2014 Radio 3 ha dovuto subire ulteriori modifiche a seguito delle recenti scoperte del BBC Trust. Nell'ultimo servizio di revisione della stazione, condotto nel 2010, il Trust ha raccomandato che la stazione diventasse più accessibile a un nuovo pubblico, più facile da navigare attraverso i diversi generi e che fosse ripensata la scelta delle orchestre e dei cantanti della BBC. Poco dopo questo verdetto, la tassa di licenza fu ridotta e la BBC offrì più servizi da pagare con lo stesso livello di reddito. Di conseguenza la compagnia ha dovuto ridurre i suoi costi. Nella proposta intitolata Delivering Quality First la BBC ha proposto che Radio 3 contribuisse trasmettendo il 25% in meno di concerti live o registrati appositamente per l'ora di pranzo e riducendo il numero di concerti serali registrati appositamente. Il Trust ha riconosciuto, tuttavia, che "Radio 3 svolge un ruolo vitale nella vita culturale e creativa del Regno Unito" e, di conseguenza, il rapporto ha accettato di reinvestire nei Proms, di conservare i lunghi drammi trovati sulla stazione e di continuare a trasmettere un nuovo concerto dal vivo ogni sera.

## Funzionalità

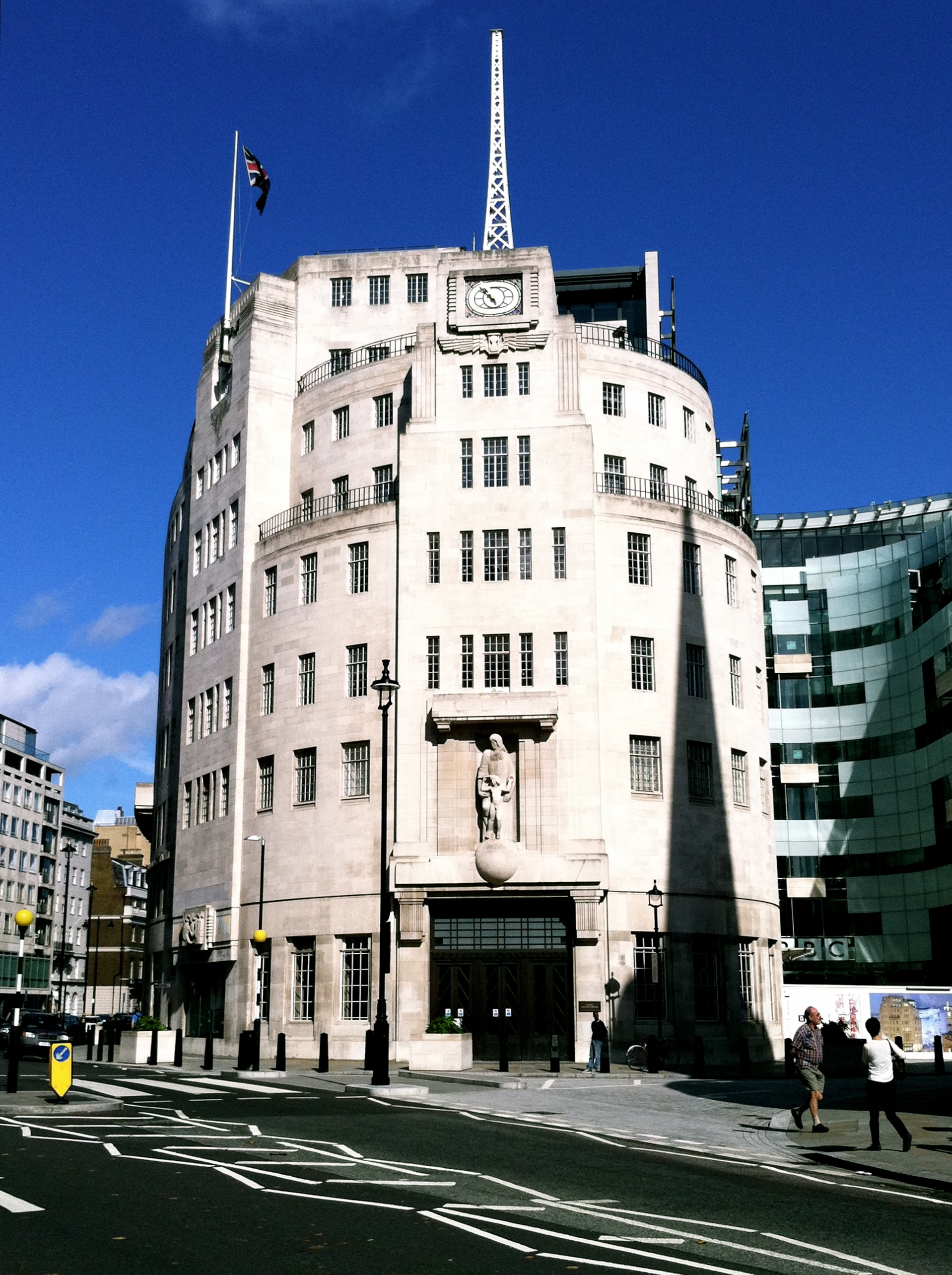
Gli studi della BBC Radio 3 si trovano a Broadcasting House, Londra.

BBC Radio 3 trasmette da studi all'interno dell'ala degli anni '30 di Broadcasting House nel centro di Londra. Tuttavia, oltre a questi studi, alcuni programmi e spettacoli vengono trasmessi da altre basi della BBC, tra cui il quartier generale di Cardiff della BBC Cymru Wales e il quartier generale della BBC North a MediaCityUK, Salford. La BBC ha anche strutture di registrazione presso la Royal Albert Hall, la Royal Festival Hall e la Queen Elizabeth Hall, che possono essere utilizzate per registrare e trasmettere spettacoli in questi luoghi.
BBC Radio 3 è trasmesso sulla banda FM tra 90.2 e 92.6 MHz, su DAB Digital Radio, i servizi di televisione digitale Freeview, Freesat, Sky, Virgin Media, TalkTalk TV e Virgin Media Ireland. I programmi di Radio 3 possono essere ascoltati dal vivo sul sito Web Radio 3 attraverso i servizi RadioPlayer e BBC iPlayer; iPlayer consente inoltre di ascoltare i programmi Radio 3 per 30 giorni dopo la trasmissione.
Sulle sue frequenze FM, la stazione utilizza meno compressione del livello audio del volume della musica rispetto alla stazione rivale Classic FM. Su DAB utilizza il controllo della gamma dinamica (DRC) che consente all'utente di definire la compressione.
La stazione utilizza anche una tecnica di digitalizzazione della modulazione del codice di impulso progettata dalla BBC simile alla NICAM, che viene utilizzata per le trasmissioni esterne che passano attraverso una linea telefonica. Questo funziona a una frequenza di campionamento di 14.000 al secondo per canale. Una tecnica simile è stata successivamente utilizzata per la registrazione alla stessa velocità. Nel settembre 2010, per l'ultima settimana delle trasmissioni Proms, la BBC ha testato XHQ (Extra High Quality), un flusso Internet in diretta trasmesso ad una velocità di 320 kbit/s, anziché i normali 192 kbit/s di Radio 3, usando la sua tecnologia di codifica "Coyopa" AAC-LC. Questa tecnologia è stata successivamente sviluppata ulteriormente e Radio 3 è diventata la prima stazione radio BBC a trasmettere permanentemente in questo formato audio ad alta definizione (come è stato definito).

## Programmi di spicco

### Choral Evensong

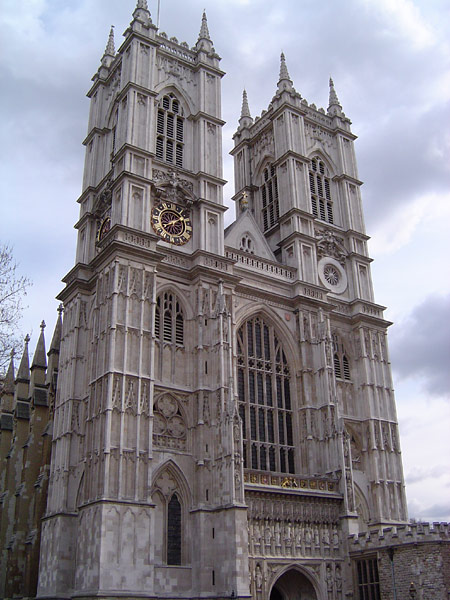
La prima trasmissione della BBC di Choral Evensong fu effettuata dall'Abbazia di Westminster nel 1926

Il servizio anglicano di preghiera serale cantata Choral Evensong viene trasmesso settimanalmente su Radio 3 in diretta da cattedrali, cappelle del college universitario e chiese in tutto il Regno Unito. A volte trasmette Vespri Corali da cattedrali cattoliche, come la Cattedrale di Westminster, o un servizio registrato da fondazioni corali all'estero. Choral Evensong è il programma televisivo esterno più longevo della BBC, la prima edizione è stata trasmessa dall'Abbazia di Westminster il 7 ottobre 1926. Il suo 80º anniversario è stato celebrato, anche in diretta dall'Abbazia di Westminster, con un servizio l'11 ottobre 2006.
Quando Choral Evensong fu trasferito da Radio 4 a Radio 3 con effetto dall'8 aprile 1970 e ridotto a una sola trasmissione al mese, la BBC ricevette 2.500 lettere di reclamo e le trasmissioni settimanali furono riprese il 1º luglio.(Pag. 262–263)
Nel 2007 la trasmissione in diretta passò alla domenica, il che causò nuovamente proteste. La trasmissione in diretta fu riportata a mercoledì a settembre 2008, con una replica registrata domenica pomeriggio. Choral Evensong fa parte del mandato di Radio 3 sulla programmazione religiosa sebbene gli ascoltatori non religiosi abbiano fatto una campagna per la sua conservazione.

### Compositore della settimana
Composer of the Week (Compositore della settimana) fu lanciato nel BBC Home Service il 2 agosto 1943 con il titolo originale di This Week’s Composer. Dal 15 dicembre 1964 il programma divenne un'attrazione regolare nel programma del nuovo servizio di musica classica di "Terza Rete" diurno, il Programma musicale (che in seguito verrà assorbito in Radio 3). (Pag. 231) Il programma fu ribattezzato Composer of the Week il 18 gennaio 1988.
Ogni settimana, in cinque programmi giornalieri, il lavoro di un particolare compositore viene studiato in dettaglio e illustrato con brani musicali. Bach, Beethoven, Haydn, Mozart e Händel sono stati tutti presentati una volta quasi tutti gli anni ed ogni volta un aspetto diverso del loro lavoro viene scelto per lo studio. Tuttavia il programma copre anche compositori più "difficili" o meno conosciuti, con settimane dedicate a Rubbra, Medtner, Havergal Brian, Vítězslava Kaprálová e, tra gli altri, i minimalisti. Dal 2014 il programma è stato presentato abitualmente da Donald Macleod. Il 2 agosto 2013, in onore del settantesimo anno della stazione, agli ascoltatori è stato chiesto di nominare un compositore che non era mai stato presentato per una trasmissione speciale a Natale. La scelta degli ascoltatori ricadde sul compositore Louise Farrenc.

### Rassegna delle incisioni
Record Review (Rassegna delle incisioni) è un programma del sabato mattina (di solito in onda dalle 9 alle 12.15) che si occupa di recenti pubblicazioni di musica classica, argomenti di attualità e interviste. Il titolo del programma è un ritorno di Record Review che è stato trasmesso su Network Three di tanto in tanto dal 1949, poi settimanalmente dal 1957 e fino al 1998. Dal 1998-2015 è diventato CD Review, con il formato rimasto sostanzialmente uguale. Quindi, dal 2 gennaio 2016, il suo titolo è tornato a Record Review per riflettere la diversità dei media in via di proliferazione (CD, download, streaming e così via). Comprende lo spettacolo Building a Library (Costruire una biblioteca) che esamina e raccomanda le registrazioni disponibili di opere specifiche. Nel 2006 Building a Library è stato attaccato come "elitario" per aver incluso compositori come Karl Amadeus Hartmann ed Elliott Carter e opere meno conosciute di grandi compositori, a scapito di famose opere mainstream. Tuttavia l'accusa è stata confutata dal produttore del programma, Mark Lowther, che ha affermato che il pubblico di Radio 3 voleva programmi sfidanti e che ispirassero. Dal 2016 il presentatore regolare di Record Review è Andrew McGregor.

### Jazz Record Requests
Jazz Record Requests è stato il primo programma settimanale di jazz sul Terzo programma. Presentato per la prima volta dal musicista jazz Humphrey Lyttelton, il programma di 30 minuti fu lanciato nel dicembre 1964 ed è ancora in corso. Attualmente dura un'ora ed è ancora trasmesso di sabato, di solito nel tardo pomeriggio. Tra i presentatori di Radio 3 ci sono Steve Race, Peter Clayton, Charles Fox e Geoffrey Smith. Alyn Shipton è diventato il presentatore nel maggio 2012.

### Pied Piper
Pied Piper (Il Pifferaio) era un programma iconico per bambini, presentato dallo specialista di musica antica ventinovenne David Munrow con il sottotitolo Tales and Music for Younger Listeners (pag. 265) e si svolse dall'agosto 1971 al 1976. Vivace e vario, era rivolto alla fascia di età compresa tra i 6 e i 12 anni, sebbene anche bambini e adulti molto più grandi lo ascoltassero. (pag. 266) Il programma è andato in onda per cinque serie e un totale di 655 episodi fino a quando non è stato interrotto bruscamente dalla morte prematura di Munrow nel maggio 1976.

### Radio 3 Concerto dal vivo
Radio 3 Live In Concert è un programma, trasmesso dalle 19:30 alle 22:00 ogni sera nei giorni feriali, con concerti dal vivo provenienti da vari luoghi in tutto il paese. Tra i presentatori regolari figurano Nicola Heywood Thomas, Martin Handley e Petroc Trelawny.

## Telegiornali
Il compito di BBC Radio 3 si concentra principalmente sulla musica e l'arte, mentre le notizie sono una parte minore della sua produzione. La stazione fornisce brevi notiziari attraverso il programma Breakfast, alle 13:00, alle 17:00 e alle 18:00, per dare agli ascoltatori la possibilità di passare a una stazione più orientata alle notizie se desiderano maggiori dettagli su una breve notizia. A seguito delle proposte Delivering Quality First (Fornire prima la qualità), fu suggerito che Radio 3 condividesse i bollettini con Radio 4, in modo che gli stessi bollettini fossero trasmessi su entrambi i canali. Durante i giorni feriali i bollettini informativi delle 13.00, 17.00 e 18.00 vengono letti da un membro del team di presentazione di Radio 4.
Dal 2015 il team di redazione di Radio 3 comprendeva David Cornet, Catriona Young, Vaughan Savidge, Jill Anderson, Ian Skelly, Alison Rooper, John Shea, Susan Rae e Paul Guinery. Questi lettori di news possono essere ascoltati nel programma Breakfast e alle 13:00 nei fine settimana.
David McNeil, originario della Nuova Zelanda, è stato un corrispondente dall'estero per la BBC per 21 anni, con base a Beirut, New York, Johannesburg, Gerusalemme e Washington. Ha riferito per la BBC da quarantasei paesi e ha anche presentato programmi di notizie su BBC Radio. È stato presentatore di notizie su Radio 3 fino al suo ritiro il 27 marzo 2015.

## Gruppi di artisti
Gran parte della produzione orchestrale di Radio 3 proviene da Orchestre e cantanti della BBC. Questi gruppi sono:
- La BBC Symphony Orchestra ed il BBC Symphony Chorus, con sede a Londra
- La BBC Concert Orchestra, con sede a Watford
- La BBC Philharmonic, con sede a Salford
- La BBC National Orchestra of Wales e la BBC National Chorus of Wales, con sede a Cardiff
- La BBC Scottish Symphony Orchestra, con sede a Glasgow
- I BBC Singers, con sede a Londra.

Oltre alle orchestre proprie della BBC, ha anche trasmesso concerti della Big Band della BBC, che è gestita esternamente e trasmette anche alcuni lavori della Ulster Orchestra, che in parte finanzia.

## I sovrintendenti

### 1967–1971
Howard Newby: un autore, ha pubblicato quattro romanzi durante il suo periodo al Terzo programma/Radio 3, vincendo il primo Booker Prize per la fiction nel 1969. Ha supervisionato l'implementazione di Broadcasting in the Seventies e un aumento della quantità di musica classica Radio 3.(pag. 253)

### 1972–1978
Stephen Hearst: precedentemente capo del dipartimento di musica e arti televisive della BBC, ha tentato di rendere Radio 3 più accessibile a un pubblico più ampio introducendo programmi per il tempo di guida e le domande e week-end a tema. Alcune di queste iniziative erano viste male dalla critica(pag. 289, 296)

### 1979–1987
Ian McIntyre: precedentemente responsabile di Radio 4, ha dovuto affrontare tagli di bilancio che hanno chiuso diverse orchestre e relazioni scomode nella divisione musicale. (pag. 302) La possibilità di una futura competizione per Radio 3 ha portato anche a un maggior numero di programmi visti come populisti dalla critica nel tentativo di trattenere gli ascoltatori.(pag. 304)

### 1987–1992
John Drummond: precedentemente amministratore di eventi, tra cui il Festival di Edimburgo, ha introdotto ripetizioni di spettacoli teatrali classici e celebrazioni di anniversari di artisti. Il suo lavoro comprendeva anche programmi rivolti ai generi marginali e ad ambiziose trasmissioni esterne.

### 1992–1998
Nicholas Kenyon: precedentemente critico musicale principale di The Observer, ha preso molte decisioni controverse in merito all'accessibilità al servizio, alla luce del lancio di Classic FM, compresi i nuovi programmi per il tempo di guida. Tuttavia sono stati lanciati numerosi programmi celebri e serie di programmi e Radio 3 ha iniziato la trasmissione 24 ore su 24.

### 1998–2014
Roger Wright: tentò di assicurare che tutti i generi musicali della stazione fossero rappresentati in modo più equo e di "ravvivare" i programmi. Mentre alcune di queste misure sono state riconosciute dalla BBC e dal governo, il pubblico ha iniziato a diminuire e i tentativi di Wright di rendere i programmi più accessibili sono stati accolti con lamentele da parte degli ascoltatori. Nel marzo 2014 è stato annunciato che Wright si sarebbe dimesso all'inizio di settembre 2014.

### 2015–in carica
Alan Davey: è diventato responsabile nel gennaio 2015, dopo essere stato amministratore delegato dell'Arts Council England dal 2008.

## Controversie
Il direttore Nicholas Kenyon ha riassunto il problema perenne di Radio 3 come "la tensione tra cultura elitaria e il fascino popolare... il costo di ciò che facciamo e il numero di persone che ne fanno uso":(pag. 364) elitarismo contro populismo (o 'ottusità') e la questione del costo per ascoltatore. Questa discussione ha incluso membri della BBC, ascoltatori e diversi gruppi di protesta.
Nel 1969 duecento membri dello staff della BBC protestarono con il direttore generale per i cambiamenti che avrebbero 'castrato' Radio 3, mentre l'amministratore delegato della radio Ian Trethowan descrisse la stazione in un memorandum come "un parco giochi privato per gli elitari per indulgere nella masturbazione mentale". (pag. 255) In seguito l'ex direttore di Radio 3 John Drummond si lamentò del fatto che gli alti ranghi della BBC non si interessavano a ciò che stava facendo.
Nel 1995/1996 gli ascoltatori e i critici della stampa protestarono contro l'introduzione in uno slot precedentemente utilizzato per Composer of the Week di un programma presentato da Paul Gambaccini, ex presentatore di Radio 1 e Classic FM. Ciò fu visto come parte di una più ampia mossa verso la divulgazione, per competere con Classic FM e per aumentare i giudizi favorevoli. (Pag. 357–358) Gambaccini è citato mentre afferma: "Avevo una missione specifica, quella di invitare gli ascoltatori di oggi [di Radio 4] a stare con la BBC piuttosto che andare su Classic FM”.

### Gruppi di protesta
Diversi gruppi furono formati per protestare contro qualsiasi cambiamento alla stazione. Tra questi:
- La Società per la Difesa del Terzo Programma (1957) si oppose ai tagli nelle ore di trasmissione e alla rimozione di ciò che la BBC considerava "troppo difficile e troppo intenso". Supportata da TS Eliot, Ralph Vaughan Williams, Laurence Olivier[8] (pag. 169–174)
- La Campagna per una Migliore Trasmissione (1969) si oppose ai tagli proposti nella trasmissione dei talk di Radio 3. Sostenuta da Sir Adrian Boult, Jonathan Miller, Henry Moore, George Melly.[8](pag. 255–257)
- Amici di Radio 3 (FoR3),[89] una campagna di un gruppo di ascoltatori istituito nel 2003 per esprimere preoccupazione per le modifiche allo stile e alla programmazione della stazione,[90] tra cui il passaggio a programmi guidati da presentatori eliminati durante la settimana, come su Classic FM e altre stazioni di musica commerciale. Ufficialmente la BBC ha dichiarato che "il pubblico target della rete è stato ridefinito e ampliato e il programma ha iniziato a essere rimaneggiato per raggiungere questo obiettivo nel 1999".[91] L'obiettivo dichiarato del gruppo è "Impegnarsi con la BBC, mettere in discussione le politiche che si discostano dal mandato di Radio 3 di fornire un programma di alta qualità di musica classica, arti parlate e pensiero e di trasmettere l'attenzione dell'ascoltatore alla gestione della BBC". Il gruppo è supportato da Dame Gillian Weir, Robin Holloway, Andrew Motion, Dame Margaret Drabble.[92] La BBC ha respinto le affermazioni secondo cui la rete si è "appiattita culturalmente".[93]

## Loghi

2007 - 2022
In uso dal 2022